# Georges Abi-Saab
Georges Michel Abi-Saab (* 9. Juni 1933 in Kairo) ist ein ägyptischer Jurist. Er fungierte von 1969 bis 2000 als Professor für Völkerrecht am Genfer Hochschulinstitut für internationale Studien und war außerdem als Richter an verschiedenen internationalen Gerichten tätig. Für sein Wirken wurde er unter anderem in das Institut de Droit International und als Ehrenmitglied in die Amerikanische Gesellschaft für internationales Recht aufgenommen sowie mit dem The Hague Prize for International Law ausgezeichnet.

## Leben
Georges Abi-Saab wurde 1933 im Kairoer Stadtteil Heliopolis geboren und schloss 1954 an der Universität Kairo ein Studium der Rechtswissenschaften mit einem Licencié en Droit ab. Weiterführenden Studien widmete er sich unter anderem an der Universität Paris, der University of Michigan, an der er einen M.A.-Abschluss erlangte, der Harvard University, an der er einen LL.M. und einen S.J.D., der University of Cambridge sowie an der Universität Genf, an der er in Politikwissenschaften promovierte. Darüber hinaus schloss er einen Kurs an der Haager Akademie für Völkerrecht mit einem Diplom ab.
Ab 1963 lehrte er am Genfer Hochschulinstitut für internationale Studien, an dem er von 1969 bis zu seiner Emeritierung im Jahr 2000 als Professor für Völkerrecht fungierte. Darüber hinaus unterrichtete er 1987 an der Haager Akademie für Völkerrecht. Sein Heimatland Ägypten vertrat er unter anderem von 1974 bis 1977 als Delegierter während der diplomatischen Konferenz, auf der die ersten beiden Zusatzprotokolle zu den Genfer Konventionen von 1949 ausgearbeitet wurden. Darüber hinaus vertrat er Ägypten sowie Tunesien, Nigeria und Griechenland in verschiedenen Verfahren vor dem Internationalen Gerichtshof (IGH) in Den Haag. In zwei Verfahren wirkte er am IGH als Ad-hoc-Richter.
Von November 1993 bis Oktober 1995 war er als Richter in der gemeinsamen Berufungskammer des Internationalen Strafgerichtshofs für das ehemalige Jugoslawien und des Internationalen Strafgerichtshofs für Ruanda tätig. Darüber gehörte er dem Verwaltungsgericht des Internationalen Währungsfonds sowie von 2000 bis 2008 dem Appellate Body der Welthandelsorganisation an.

## Auszeichnungen
Georges Abi-Saab gehört seit 1981 dem Institut de Droit International an und wurde im Jahr 2001 als Ehrenmitglied in die Amerikanische Gesellschaft für internationales Recht aufgenommen. Im Jahr 2013 erhielt er den The Hague Prize for International Law. Die Université libre de Bruxelles (2001) und die American University in Cairo (2010) verliehen ihm die Ehrendoktorwürde. Für 2017 wurde ihm die Manley-O.-Hudson-Medaille der Amerikanischen Gesellschaft für internationales Recht zugesprochen.

## Werke (Auswahl)
- Structure, Role and Functions of the UN System. Uppsala 1969
- The United Nations Operation in the Congo, 1960–1964. Oxford und New York 1978
- International Dimensions of Humanitarian Law. Genf 1988
- The Changing Constitution of the United Nations. London 1997